# シロカザリフウチョウ
シロカザリフウチョウ (学名：Paradisaea guilielmi)は、スズメ目フウチョウ科に分類される鳥類の一種。

## 分布
パプアニューギニア （固有種）